# Участь Французького Іноземного Легіону в Першій індокитайській війні
Французький Іноземний Легіон відіграв важливу роль в Першій індокитайській війні.
Беручи участь у конфлікті з самого початку, з 1946 по 1954, Іноземний Легіон та інші підрозділи французької армії складали більшість піхоти протягом війни. Легіон був на передовій більшості битв де вдало застосовував знання техніки та логістики чим і заслужив свою репутацію.
Найвідомішими підрозділами були Іноземні піхотні полки (фр. Régiments étrangers d'infanterie, REI) більшість солдат яких були іноземцями серед яких велику частину складали німці, які раніше брали участь у Другій світовій війні на боці Вермахту.
Новою практикою яку назвали "омоложення" і яка з'явилася саме під час війни в Індокитаї (фр. jaunissement) було прийняття до лав Легіону місцевих азіатів.

## Передумови
Вʼєтнамські підпільні комуністи на чолі з Хо Ші Міном шукали можливості прийти до влади в Індокитаї - французькій колонії за результатами Сайгонського договору 1862 р. В 1941 році вони організовують партизанський рух В'єтмінь до якого ввійшло 50 тисяч людей разом з підрозділами міліції що складалася з місцевих. У вересні 1945 р. в місті Ханой Хо Ші Мін проголосив створення Демократичної Республіки В'єтнам. Франція відправила до колонії експедиційний корпус чисельністю в  56 тисяч людей. Солдати В'єтміню знаходилися переважно на півночі країни де завдяки близькості китайського кордону можна було легко його перетнути і отримати зброю та інше військове спорядження. Перевагою партизан було їх знання місцевості та вміння маскуватися у джунглях, а також момент несподіванки який дозволив вигнати французькі гарнізони. У відповідь Франція надсилає війська для повторного завоювання регіону. Однак військовій адміністрації було важко знайти добровольців для експедиційного корпусу. Генеральну мобілізацію не було оголошено через що у війні брала участь регулярна армія та волонтери. В той же час, кампанії з рекрутування Іноземного Легіону були чисельними та успішними - вперше з часу свого заснування у 1831 р. кількість легіонерів перебільшила 12 тисяч. Причиною цього стала велика потреба у людській силі для відправки до французької колонії. Максимальна кількість легіонерів на час конфлікту - 20 тисяч у 1953 р. Були створені нові полки -1,2,3 Іноземні піхотні полки та 13 Напівбригада Іноземного Легіону.
Вперше Легіон з'явився в Індокитаї у 1887 з переходом півночі В'єтнаму під французький контроль. Тоді завданнями підрозділу були пацифікація регіону, а також розбудова інфраструктури, таких як дороги і мости, що підіймало престиж колонії. Легіон був головним у підтримуванні порядку та придушенні опору такого як повстання Єн Бай, організоване націоналістичною партією В'єтнаму у 1930. Того ж року було  створено відомий 5 Іноземний піхотний полк який діє переважно в Індокитаї. Цей підрозділ бере собі ім'я Тонкінського полку і брав участь в багатьох операціях в регіоні. Нарешті 5 Іноземний піхотний полк зіткнувся з японцями 9 березня 1945 р., наприкінці Другої світової війни.

## Інформація про війська

### Залучені підрозділи[4]
Під час Першої Індокитайської війни Легіон був представлений передусім піхотою яка в свою чергу входила до складу Французького Далекосхідного Експедиційного Корпусу (фр. Corps expéditionnaire français en Extrême-Orient, CEFEO) і складала 8% від загальної кількості солдатів. В березні 1952 р. в складі цих сил були:
- 13 тисяч солдатів поділених на 4 полки
- 1400 парашутистів
- 4 тисячі солдатів у технічних частинах

За весь час війни Іноземний Легіон висадив в Індокитаї 72 тисячі бійців
Підрозділи, які брали участь у конфлікті
- 2й Іноземний піхотний полк
- 3й Іноземний піхотний полк
- 5й Іноземний піхотний полк
- 13а Напівбригада іноземного легіону
- 1й Іноземний батальйон парашутистів
- 2й Іноземний батальйон парашутистів
- 1й Іноземний кавалерійський полк

### Втрати
Усього, 307 офіцерів, 1082 молодших офіцерів і 9092 солдатів було вбито або пропали безвісти між 1946 та 1954 рр. Це найбільші втрати Легіону з часів Першої світової війни.

### Омоложення[5]
Перша війна в Індокитаї стала першим конфліктом під час якого Французький Іноземний Легіон приймав до своїх лав місцевих (фр. "indigènes"). Вони були присутніми майже у всіх підрозділах легіонерів. Вираз "омоложення" (фр. "jaunissement")  з'явився з необхідності набору солдатів - індокитайців для підтримання чисельного складу підрозділів. Це явище з'явилося наприкінці 1950 р. і продовжувалося до завершення війни у 1954. Це нововведення зайняло час через традиції Легіону, згідно з якими це піхотний підрозділ завдяки якому білі люди можуть змінити своє життя. Більше того, дехто вважав що німці та слов'яни, які на той час складали вагому частину Легіону, не зможуть ужитися з новими рекрутами та/або приток індокитайців знизить ефективність Легоіну як бойової одиниці. Але, незважаючи на опір, кадрові проблеми змусили офіцерів створити змішані підрозділи. З початку війни лікарі встановили що європейці занадто чутливі до тропічних хвороб, клімату та москітів. Напркилад, 2й іноземний піхотний полк що прибув в Індокитай в березні 1946 р. втратив 193 людини через серйозні захворювання. Це складало 5.92 % від загальної кількості прибувших. Окрім цього, індокитайці стали в нагоді при інших ситуаціях. Там де звичайний легіонер ступає шумно і з малим або жодним знанням місцевості, впевнено просувалося "омоложення". Також місцеві рекрути були незамінними під час контрпартизанських операцій або коли потрібно було злитися з натовпом.
Рекрутський набір здійснювався різними методами. Одним з них було впровадження певної кількості місцевих у вже існуючі бойові одиниці. Так сталося з 1м Іноземним батальйоном парашутистів, який був об'єднанням декількох допоміжних батальйонів з Індокитайським батальйоном парашутистів Іноземного Легіону (фр. CIPLE). В процесі вербування офіцери разом с перекладачами відправлялися до селищ щоб розшукати потенційних новобранців. Офіцери зацікавлювали населення гідною заробітною платою (6 піастрів на день, що в різний час конфлікту дорівнювало від 10 до 17 франків) а отже можливістю забезпечити свою родину, пільги, статус "грози В'єтміню" а також престиж уніформи. Іноді вербувальникам не потрібно було переконувати населення адже багато людей записувалися до лав Легіону заради помсти або інших, політичних або релігійних мотивів. Волонтери повинні були підтвердити свою особу, бути молодше сорока років і міцної статури.
Формування підрозділів залежало перш за все від вправності легіонерів. Йдеться про встановлення простої та ефективної системи командування яка бере до уваги мовний бар'єр. Для цього бійців які не володіли французькою мовою на достатньому рівні не допускали до ролі інструкторів. Стояло завдання за короткий час створити боєздатні підрозділи. Вивчення зброї показало себе як один з найкращих методів відбору хороших солдатів. Побоювання щодо масового дезертирства аборигенів були зайві - втікачів було мало. З них деякі переходять на бік ворога, інші ж повертаються до мирного життя, не витримавши та виснажливого темпу  та армійського життя Легіону. Командири батальйонів часто позбувалися ненадійних елементів самі, просто розриваючи їх контракт. Існують дослідження щодо бойової ефективності автохтонів. З одного боку жителі гір не були надійними бійцями черз те, що не могли прийняти військову ментальність, що в свою чергу шкодило моралі легіонерів - європейців. В той же час В'єтмінь застосовує всі можливості пропаганди щоб відговорити цих потенційних рекрутів. З іншого ж, одними з найкращих бійців були вихідці з народу Нунг через їх виключні мисливські здібності (схожа ситуація з народом Тей). Етнічні конфлікти заохочують деякі етноси, наприклад камбоджійців, записуватися до лав Легіону і ставати грізними солдатами які, однак, іноді не слухалися наказів. Загалом, наслідки інтеграції місцевих залежать від підрозділів до яких вони потрапили. Наприклад в 13й напівбригаді були задоволені роботою легіонерів - індокитайців, а також їх співпрацею з інженерними частинами. Більше того, в 1952 р. відмітили, що дезертирство тубільців було меншим від дезертирства білих.
"Омоложення" загалом дало Легіону збагачуючий досвід. Деякі автохтони були настільки задововлені Іноземним Легіоном, що вирішили залишитися там, замість того щоб перейти до національного війська. З часом вони почали відчувати себе солдатами Франції.

## Внесок солдатів Третього Рейху
Іноземний Легіон був тісно пов'язаний з німцями ще з моменту свого заснування на базі німецького підрозділу на службі Франції у 1831 році, через що вони складали три з семи батальйонів. Така близькість з цим народом дозволяла німцям легше інтегруватися в Легіон.
Під кінець Другої світової війни Легіон прагматично націлився на табори для військовополонених, перш за все на ті, що складалися переважно з німців. Також Легіон працював і в самій Німеччині. З восьми пунктів вербовки що знаходилися у Європі в 1945 р. два знаходилися в Німеччині і ще два в Австрії - у французьких зонах окупації. Цими пунктами були Віллінген та Ландау в Німеччині і Брегенц та Інсбрук в Австрії. Завдяки цим діям до лав Легіону набрали багатьох добровольців, деякі навіть з'являлись у формі Вермахту. Німецька влада старалася протидіяти цьому, але в силу свого положення мало що могла зробити. Іноді Легіон допомагав німецьким добровольцям у незаконному перетині кордону, видаючи їх за французьких солдатів. Тим хто перебував у таборі для військовополонених Легіон давав шанс отримати свободу по проходженню п'ятирічної служби в підрозділі. Багато ув'язнених погоджувалися через жахливі умови у таборах такі як голод. Такі випадки були чисельними і заохочувалися службою вербування Легіону, яка мала якнайшвидше відправити велику кількість солдат на допомогу 5му Іноземному полку піхоти, який до речі перебував в Індокитаї з 1930 року.
Цифри щодо походження німців, що брали участь у війні відповідають вибірці з 390 легіонерів, яка каже, що 30 % походили з піхотних частин, 20 % - з Люфтваффе, 15 % з Крігсмаріне, 15 % - з мотопіхоти, 10 % з артилерійских частин і 5 % з підрозділів СС.
Німці,відправлені до Індокитаю були також корисні своїм знанням трофейного обладнання. Це була зброя з часів Другої світової війни, така як 50 -мм німецькі гранатомети, пістолети-кулемети MP 40 або ж транспортні літаки Junkers Ju 52. Також, є логічним, що багато колишніх бійців Панцерваффе прижилися у 1му Іноземному кавалерійському полку або велика кількість парашутистів Люфтваффе служили у батальйонах парашутистів.
Деяка кількість німців в Індокитаї стали інструкторами щоб ділитися своїм великим військовим досвідом, також тому що близько 70% солдат європейського походження розуміли німецьку.
Участь СС у підрозділі після Другої світової війни є чутливою темою для Легіону. Незважаючи на те, що Командування Легіону заперечує їх присутність (Колишніх бійців Ваффен-СС розшукували за характерними для них татуюваннями), чисельні свідчення кажуть про інше. Пункти набору рекрутували цих людей, знаючи їх військове походження. Заперечення цього Іноземним Легіоном ставить метою не заплямовувати свій престиж і не носити ярлик фашистів.

## Традиції та особливості Легіону
Іноземний Легіон відомий своїми традиціями та звичаями, які часто критикуються, так як відрізняються від традиційних військових підрозділів. Головна з них - це принцип "Один за всіх і всі за одного" (фр. "laver le linge sale en famille"). У разі порушення військового регламенту або серйозних проступків покарання може бути суворим але залишиться в рамках Легіону. Офіцери не вагаються захищати своїх підлеглих від звинувачень інших підрозділів, навіть якщо цей захист помилковий. Це формує атмосферу згуртованості та братерства яка здатна штовхнути солдата на смерть якщо це може врятувати життя його товариша. При наймі на службу, рекруту дають вибір служити під своїм власним ім'ям або ж користуватися "оголошеними" даними. Це означає що майбутній легіонер може змінити ім'я. В контексті Війни в Індокитаї це давало можливість уникнути свого минулого та/або  розпочати нове життя після Другої світової війни. Більше того, служба в Іноземному Легіоні надає громадянство Франції якщо службовець відслужив термін першого контракту (на час Індокитайського конфлікту - 3 роки) і може пред'явити справку про хорошу поведінку.

## Битви в яких Легіон брав участь

### Битва за Фу Тонг Хоа
Військові блокпости що знаходилися на колоніальних дорогах 3, 3bis та 4 на північний схід від Тонкіна були особливо вразливі через близькість до китайського кордону. Дороги були придатними для влаштування засідок, адже проходили вздовж вкритих лісами пагорбів. Битва відбулася у липні 1948 року за участю 3го Іноземного піхотного полку, який утримували місто, маючи обмежені ресурси. Всього брали участь у битві 101 легіонер під командуванням трьох офіцерів. В їх розпорядженні було декілька мін, дві 37 -мм та одна 81 -мм гармата а також два 61 -мм міномети. Два батальйони В'єтміню розпочали штурм міста вночі 25 липня при підтримці 75 -мм та 37 -мм гармат, мінометів та маючи пістолети - кулемети. Західну стіну міста було покинуто через вороже бомбардування, при цьому офіцери Кардіналь та Шарлотон були смертельно поранені. Командування перейшло до молодшого лейтенанта  Бевало. Коли припинилося бомбардування, бійці В'єтміню увійшли до міста і вступили у бій з солдатами Легіону, які знаходилися у міських будівлях та оборонних точках. Франуцзи були озброєні гвинтівками, багнетами, гранатами та гранатометами. Після важкого бою вдалося отсаточно відтіснити солдат В'єтміню з міста. Легіонери втратили 23 людини загиблими і 48 пораненими. Провести евакуацію вдалося лише через три дні. Всього у боєздатному стані повернулися 39 солдатів.

### Битва за Колоніальну дорогу 4
Колоніальна дорога 4 (фр. La Route coloniale 4, RC 4) була місцем числених бойових сутичок між Іноземним Легіоном та В'єтміньем поблизу Тонкіна. Ця дорога протяжністю у 116 кілометрів і пов'язувала міста Као Банг та Ланг Сон лежала в основі багатьох стратегічних операцій в'єтнамських партизанів. Це значно ускладнювало рух шляхом та логістику. Тому було вирішено евакуювати війська з міста Као Банг, що було північним кінцем дороги. Місцевим командиром був полковник Шартон, під командуванням якого був 3-й Іноземний піхотний полк. Кодова назва операції - "Тереза". Було наказано підірвати місто. Цивільні послідували за евакуацією. Мета цієї операції (жовтень 1950) — об'єднатися в одну группу з 3-а марокканськими підрозділами, 8-м Марокканським піхотним полком і 1-й Іноземним батальйоном парашутистів, які чекали на 3-й ІПП щоб йти до Ланг Сону. Операція пройшла не за планом. Підрозділи В'єтміню на чолі з генералом Во Нгуєн Зіапом були розміщені в горах з яких проводили атаки і не давали французьким підрозділам об'єднатися. Крім того, укріплена позиція поблизу Донг Кхе і перекривала дорогу ще з вересня була зайнята партизанами, що змушувало йти в атаку. Однак сили В'єтміню перевершували французів і навть повітряний десант 1-го Іноземного батальйону парашутистів не зміг відкрити шлях. Зіткнувшись з неможливістю об'єднання на Колоніальній дорозі 4, війська Лепажа, 1-й ІБП а також 3-й ІПП Шартона повинні були об'єднатися в ущілинах Сок-Кса щоб відбиватися від невпинних атак військ генерала Зіапа. Під час свого шляху підрозділ Шартона полишив цивільних щоб швидше об'єднатися з союзними силами. В районі Сок - Кса сили В'єтміню нараховували близько 20-30 тисяч солдатів, набагато більше ніж їх супротивники яких було близько 6 тисяч. 6 жовтня внаслідок напружених боїв французькі війська опинилися в оточені. Менше ніж 100 бійцям, серед них 12 Легіонерів з 1-го ІПП, вдалося вижити.

### Битва за Хоа Бінь
Битва проходила з листопада 1951 р. по лютий 1952 р. У січні генерал Зіап зібрав підрозділ в 22 тисячі солдатів які мали захопити дельту ріки Хонгха, захищали яку французькі війська на чолі з генералом де Лятром де Тасіньї. Після перших успіхів сили В'єтміню зазнають поразки і втрачають 6 тисяч вбитими та стільки ж пораненими. В цій битві вперше за час конфлікту французька авіація застосувала напалм. Після перемоги та закріплення у дельті Хонгха де Лятр де Тасіньї у листопаді 1951 р. розпочинає наступ на Хоа Бінь, розташований за 40 км від дельти, на стратегічно важливій ділянці колоніальної дороги 6. У битві брали учать 1 батальйон 2го ІПП, 1 і 3 батальйони 5го ІПП а також 13а напівбригада Іноземного Легіону. Незважаючи на успіх тактичних операцій французам не вдалося їх використати свої перемоги. Бої затягуються, Хоа Бінь неможливо втримати через "людське море" бійців В'єтміню які постійно влаштовують нічні проникнення та атаки на французькі позиції. Також на заваді французьким планам стояла в'єтнамська артилерія яку не могла виявити авіація.

### Битва за На Сан і Фу Доан
Станом на 1952 рік війська генерала Зіапа контролювали кордон з Лаосом. Наприкінці жовтня французький генерал Рауль Салян в рамках операції "Лотарингія" (фр.Opération Lorraine) намагається відкинути В'єтмінь і захопити Фу Доан який був їх військовою базою. Операція, яка проходила з 28 жовтня по 14 листопада, була успішною. Потім, у листопаді французи захоплюють та закріплюються у місті На Сан. Іноземний Легіон тут був представлений двома батальйонами: 3й 3го ІПП та 3й 5го ІПП. Генерал Зіап вважав що французькі гарнізони на цій території були слабкими, тому посилає в атаку 4 полки які неодноразово нападають на ворожі позиції але так і не досягають успіху.

### Битва при Дьєнб'єнфу
Проходила з листопада 1953 по травень 1954. Битва розпочалася з захоплення силами французьких парашутистів плацдарму в районі міста Дьєнб'єнфу. Головним завданням на наступні тижні було закріпитися на позиціях. Для цього надходять потрібні людські та матеріальні ресурси. 1й батальйон 2го ІПП, 3й батальйон 3го ІПП та 3я рота 13ї напівбригади швидко займають нові рубежі. Французи мають у розпорядженні  28 важких гармат, 10 танків M24 Chafee та 9 літаків Grumman F8F Bearcat, які вдало застосовували. Однак генерал Зіап вдало скористався можливістю розмістити всі свої сили навколо району Дьєнб'єнфу і організував ефективну логістичну систему. Сили В'єтміню нараховували близько 50 тисяч солдатів та 200 75 -мм гармат, в 5 разів більше ніж 10 тисячне французьке військо. В грудні французи зазнали серйозних поразок внаслідок щоденних боїв. Потім, з 15 березня розпочалися артилерійські обстріли за якими слідували потужні атаки В'єтміню. Легіонери 3ї роти 13ї напівбригади понесли серйозні втрати і здали противнику свою базу під кодовою назвою "Беатріс". База "Габріель" зазнала такої ж участі. Французькі літаки які були вразливими до зенітного вогню повинні були покинути бій. Наприкінці березня 3й батальйон 3го ІПП втрачає базу "Ізабель". Незважаючи на спроби провести контратаку, зокрема з боку 1го батальйону 2го ІПП і 1го батальйону 3го ІПП, солдати не могли впоратися з великою чисельною перевагою супротивника. На початку травня французький опір припинився. В'єтмінь втратив загиблими 8 тисяч людей та ще 15 тисяч пораненими. Втрати ж французької сторони - приблизно 2,5 тисячі загиблими, 5 тисяч пораненими і майже 12 тисяч потрапили до полону. 11 батальйон 2го ІПП, 3й батальйон 3го ІПП, 1а і 3я роти 13 напівбригади і 2 батальйони парашутистів було знищено в ході битви.

## Інші дії Легіону
Іноземний Легіон привніс до французького війська універсальність. Окрім піхоти, у легіоні був інженерний корпус який був корисним при ремнонті військових машин а також при будівництві укріплень. Універсальність - один з ключових лозунгів Легіону. Часто французькі командири зверталися по допомогу до легіонерів щоб укріпити вразливу точку оборони і організації рятувальних операцій під час важкого бою. Гарним прикладом цього є колоніальна дорога 3 (фр. RC3). Частина 3го ІПП була задіяна в консолідації аванпостів що стояли на цьому маршруті для забезпечення постачання у ворожому середовищі. Колоніальна дорога 3 проходила неподалік Тонкіну, де дуже велика кількість партизан ховалася у джунглях. Ще одним прикладом є діяльність капітана Маттея, який був призначений у селище Бан Као. Побачивши слабкість позиції яку утримував, він підриває скалу і на її місці зводить укріплення де встановлює свій командний пункт. Він назвав його "Орлине гніздо".
Також мова може йти про убезпечення залізничних шляхів що з'єднували важливі місця. Це робилося ударами важкої кувалди по рейкам. Таким чином можна було активувати саморобну міну (які робили за допомогою кулі для гвинтівки та цвяхів), якими володіли в'єтнамські бійці.

## В літературі
Історичний роман це хороший спосіб відчути атмосферу війни в Індокитаї. Дві книги проливають світло на участь Іноземного Легіону у конфлікті.
- Поль Бонкаррер, "Через пролиту кров" (фр. Paul Bonnecarrère, Par le sang versé[22])
- Джордж Роберт Елфорд "Диявольска Гвардія - СС в Індокитаї" (фр. La Garde du Diable - Des SS en Indochine[23])

Окрім цього, існує література яка ставить на меті покращення іміджу Легіону (1960ті рр.). Вона також згадує, що Легіон ніколи не приймав відкрито колишніх бійців СС.
Серед цих книг знаходимо:
- Ерван Берго, "Легіон в бою" (фр. Erwan Bergot, La Légion au combat, 1979.)

## Додатки

#### Монографії
- Paul Bonnecarrère, Paris, Perrin, 2007, 503 p.
- Georges Robert Elford, Paris, Fayard, 1974.
- Pierre Thoumelin, Schneinder Text, 2014.
- Martin Windrow et Mike Chappell, Oxford, Osprey, 2010.

#### Статті та розділи
- Frank Biess, «  », The Journal of Modern History, no 4,‎ décembre 2012, p. 789-832.
- Michel Bodin, «  », Guerres mondiales et conflits contemporains, no 237,‎ 2010, p. 63-80.

### Пов'язані статті
- Французький Іноземний легіон
- Битва при Дьєнб'єнфу

### Зовнішні посилання

#### Відео
- Jérôme Santelli, Cao Bang RC4, web-documentaire, 2014, www.caobang.fr [archive]
- Marc Eberle, In Foreign Service – German Legionnaires in Indochina [archive]
- La guerre en Indochine, Les Actualités françaises, vidéo disponible sur le site de l'INA (à partir de 2 min 6 s), 26 octobre 1950, https://www.ina.fr/video/AFE85003779/la-guerre-en-indochine-video.html [archive]
- La guerre en Indochine, Les Actualités françaises, vidéo disponible sur le site de l'INA, 10 mai 1951, https://www.ina.fr/video/AFE85004053/la-guerre-en-indochine-video.html  [archive]
- La bataille de Ninh Binh,Les Actualités françaises, vidéo disponible sur le site de l'INA, 14 juin 1951, https://www.ina.fr/video/AFE85004099/la-bataille-de-ninh-binh-video.html [archive]
- Dien Bien Phu à l'heure de l'assaut, Les Actualités françaises, vidéo disponible sur le site de l'INA, 18 mars 1954, https://www.ina.fr/video/AFE85005526/dien-bien-phu-a-l-heure-de-l-assaut-video.html [archive]